# Copa México 1955-1956
La Copa México 1955-1956 è stata la quarantesima edizione del secondo torneo calcistico messicano e la tredicesima nell'era professionistica del calcio messicano. È cominciata il 7 aprile e si è conclusa il 27 maggio 1956. La vittoria finale è stata del Toluca.

## Formula
Le 14 squadre partecipanti si affrontano in turni ad eliminazione (con gare di andata e ritorno i primi tre turni, in gara unica la finale).

## Ottavi di Finale
- Puebla e Tampico passano il turno senza giocare.

| Squadra 1    | Totale | Squadra 2 | Andata        | Ritorno               |
| ------------ | ------ | --------- | ------------- | --------------------- |
|              |        |           | 7/8 apr. 1956 | 12/14/15/22 apr. 1956 |
| Atlante      | 5 - 4  | Necaxa    | 3 - 3         | 2 - 1                 |
| Guadalajara  | 2 - 5  | León      | 1 - 2         | 1 - 3                 |
| Irapuato     | 3 - 2  | Oro       | 1 - 0         | 2 - 2                 |
| Toluca       | 3 - 1  | América   | 1 - 0         | 2 - 1                 |
| CD Zacatepec | 3 - 2  | Cuautla   | 1 - 1         | 2 - 1                 |
| Zamora       | 3 - 9  | Atlas     | 1 - 3         | 2 - 6                 |

## Quarti di Finale
| Squadra 1 | Totale | Squadra 2    | Andata          | Ritorno             |
| --------- | ------ | ------------ | --------------- | ------------------- |
|           |        |              | 22/29 apr. 1956 | 29 apr./6 mag. 1956 |
| León      | 5 - 6  | Atlas        | 3 - 5           | 2 - 1               |
| Puebla    | 2 - 1  | CD Zacatepec | 1 - 1           | 1 - 0               |
| Tampico   | 1 - 4  | Irapuato     | 1 - 0           | 0 - 4               |
| Toluca    | 5 - 1  | Atlante      | 3 - 0           | 2 - 1               |

## Semifinali
| Squadra 1 | Totale | Squadra 2 | Andata       | Ritorno      |
| --------- | ------ | --------- | ------------ | ------------ |
|           |        |           | 13 mag. 1956 | 20 mag. 1956 |
| Atlas     | 0 - 2  | Irapuato  | 0 - 1        | 0 - 1        |
| Puebla    | 2 - 3  | Toluca    | 2 - 0        | 0 - 3        |

## Finale
| Città del Messico 27 maggio 1956, ore 15:00                                                     | Toluca    | 2 – 1                  | Irapuato | Estadio de la Ciudad de los Deportes |
| \| \| \| \| \| 2’ Carlos Lázcares 66’ Ricardo Barraza \| Marcatori \| Luis Andrés Sansón 56’ \| |           |                        |          |                                      |
|                                                                                                 |           |                        |          |                                      |
| 2’ Carlos Lázcares 66’ Ricardo Barraza                                                          | Marcatori | Luis Andrés Sansón 56’ |          |                                      |

### Verdetto Finale
Il Toluca vince la copa México 1955-1956.

## Coppa "Campeón de Campeones" 1956
- Partecipano le squadre vincitrici del campionato messicano: Leon e della coppa del Messico: Toluca. Il Leon si aggiudica il titolo.

## Finale
| Città del Messico 3 giugno 1956, ore 15:00 | León       | 2 – 1 (d.t.s.) | Toluca | Estadio de la Ciudad de los Deportes |
| \| \| \| \| \| 54’, 118’ Osvaldo Martinolli \| Marcatori \| Enrique Sesma 75’ \| \| Antonio Carbajal Oscar Nova Sergio Bravo Miguel Gutiérrez Luis Luna Jorge Marik Alfredo Hernández Marcos Aurelio Di Paulo Mateo De la Tijera Osvaldo Martinolli J. Bozza \| Formazioni \| Manuel Camacho Jesús Segovia Jorge Romo Fuentes Guillermo Hernández Máximo Vázquez Wedell Jiménez Enrique Sesma Carlos Blanco Gabriel Uñate Carlos Lascares Ricardo Barraza \| \| Antonio López Herranz \| Allenatori \| Fernando Marcos \| |            | |        |                                      |
| |            | |        |                                      |
| 54’, 118’ Osvaldo Martinolli | Marcatori  | Enrique Sesma 75’ |        |                                      |
| Antonio Carbajal Oscar Nova Sergio Bravo Miguel Gutiérrez Luis Luna Jorge Marik Alfredo Hernández Marcos Aurelio Di Paulo Mateo De la Tijera Osvaldo Martinolli J. Bozza | Formazioni | Manuel Camacho Jesús Segovia Jorge Romo Fuentes Guillermo Hernández Máximo Vázquez Wedell Jiménez Enrique Sesma Carlos Blanco Gabriel Uñate Carlos Lascares Ricardo Barraza |        |                                      |
| Antonio López Herranz | Allenatori | Fernando Marcos |        |                                      |